# Hongkongs flag
Hongkongs flag er rødt og bærer i midten et blomsteremblem. Flaget blev indført og første gang hejst 1. juli 1997 da Hongkong blev tilbageleveret fra Storbritannien til Kina. Flaget bærer samme røde farve som Kinas flag og dette henviser til Hongkongs status som Speciel Administrativ Region. Blomsten som afbildes er et såkalt Hongkong-orkidetræ (Bauhinia Blakeana). De fem stjerner i blomsten er også en reference til Kinas flag.
Hongkongs flag rangerer efter Folkerepublikken Kinas flag, som føres som nationalflag.